# El restaurante La Sirène en Asnières
El Restaurante de la Sirena en Asnières es un óleo sobre lienzo de Vincent van Gogh (1853-1890) conservado en París en el Museo de Orsay, bajo el número de inventario RF 2325. Fue pintado durante el verano de 1887 y mide 54,5 cm × 65,5 cm.

## Historia y descripción
Esta tela fue pintada cuando Vincent van Gogh vivía con su hermano Théo en París, en la calle Lepic. Representa el restaurante de La Sirena en Asnières, un pequeño pueblo de las afueras de París, entonces al noroeste de la capital, a la orilla del Sena. Este establecimiento se encontraba en el número 7 del bulevar del Sena (hoy andén del doctor-Dervaux), cerca del puente de Asnières.
Émile Bernard alude a la obra cuando indica al marchante de arte Ambroise Vollard que los cuadros del periodo parisino de Vincent van Gogh comprenden 

"restaurantes elegantes con persianas multicolores, con adelfas".

Esta obra se parece a los cuadros de los impresionistas, que amaban pintar los lugares de entretenimiento en los alrededores de París durante la primavera y el verano, pero aquí Vincent se centra más en describir la atmósfera arquitectónica que en representar una escena de ocio. Multiplica la eclosión de color que deja presagiar un estilo más personal que alcanzará poco más tarde su plenitud. El artista utiliza aquí una gama de colores luminosos y brillantes sobre un fondo amarillo con una mancha roja (el muro de ladrillo a la derecha), y sombras azuladas, en una verdadera sinfonía.
Van Gogh trató el mismo tema ese mismo verano en una obra conservada en Oxford en el Museo Ashmolean; pintó igualmente El restaurante Rispal en Asnières (Museo Nelson-Atkins de Kansas City, 1887) y El exterior de un restaurante en Asnières (museo Van Gogh de Ámsterdam, 1887).